# Eupithecia fumimixta
Eupithecia fumimixta es una especie de polilla de la familia Geometridae. La especie fue descrita por primera vez por William Warren habiendo sido descrita en 1900, con distribución en Costa Rica. El sintipo de la especie fue descrita en Cartago.

## Descripción
El ala anterior es verde oliva opaco, teñida, excepto hacia el margen posterior, con un tono oliva fusco ahumado que casi borra las marcas en el ala. Cuenta con una línea submarginal pálida, lunulada, las lúnulas parcialmente rellenas de color más oscuro. Por su parte, la línea marginal es oscura, interrumpida por un pequeño punto pálido en los extremos de las venas.: Notas 1  Las alas posteriores cuentan con restos de varias líneas transversales ligeramente onduladas más oscuras, siendo una postmediana más ancha que el resto y más notoria. La parte inferior es de color verde cinéreo opaco, con rastros de tonos más oscuros, que son más evidentes en la costa de las alas anteriores.
La cabeza, el tórax y el abdomen son de color verde oliva, mezclado con negruzco. Cuenta con una envergadura de las alas de 24 milímetros (0,9 plg).